# 矢口神明
矢口神明（やこうしんめい）は、千葉県印旛郡栄町の町丁。現行行政地名は矢口神明一丁目から矢口神明五丁目。郵便番号270-1501。矢口工業団地という工業団地が所在する。

## 地理
東は矢口、西は北辺田に隣接している。

## 施設
- 神明公園
- 神明広場

## 主な工場

### 一丁目
- よつ葉乳業東京工場
- アンドーパイル販売
- 丸幸千葉栄工場
- 日新化工

### 二丁目
- 紀文食品東京工場
- 平野製作所
- 河内金属
- ジャペル千葉営業所
- 東京ガスエネルギー矢口供給センター

### 三丁目
- 日本食研ホールディングス千葉本社
  - 日本食研製造千葉工場
  - ケーオー産業千葉本社

### 四丁目
- 平沢工業成田第二工場
- シルド成田工場
- ニチリウ永瀬関東物流センター
- サテライト
- 昭栄運送
- パシフィックセールス＆インポート
- ブラザー製鋼千葉工場
- ヤマ
- 千葉化工

### 五丁目
- ジャペル千葉支店千葉物流センター
- セガ・ロジスティクスサービス
- アイケー物流

## 交通

### 道路
- 国道
  - 国道356号